# Danilo Moretti (politico)
Danilo Moretti (Fossalta di Portogruaro, 22 settembre 1946) è un politico italiano.

## Biografia
Laureato in lettere, ha svolto la professione di docente.
Alle elezioni politiche del 2001 è eletto deputato con la lista Abolizione scorporo collegata a Forza Italia. Dal 2001 al 2003  è stato segretario della X Commissione attività produttive, commercio e turismo e, dal 2003 al 2006, della XI Commissione lavoro pubblico e privato.